# Antonio Gonzales
Antonio Gonzales Canchari (Lima, 16 de maig de 1986) és un futbolista internacional peruà.

## Palmarès
- Torneig Apertura: 2008.
- Lliga peruana de futbol (2): 2009, 2013.